# Mario Peragallo
Mario Peragallo (* 25. März 1910 in Rom; † 23. November 1996 in Rom) war ein italienischer Komponist.

## Leben
Peragallo studierte am Conservatorio Santa Cecilia in Rom bei Alfredo Casella. Seine ersten Werke waren im veristischen Stil komponiert. Unter dem Einfluss von Arnold Schönbergs Musik schrieb er ab 1945 Stücke in der Zwölftontechnik. Von 1950 bis 1954 war er künstlerischer Leiter der Accademia Filarmonica in Rom. Ab 1960 war er Präsident der Società Italiana di Musica Contemporanea (SIMC). Nach einer langen Schaffenspause schrieb er 1980 im Gedenken an Luigi Dallapiccola sein Werk Emircal, eine Sequenz in zwölf Episoden für großes Orchester und Magnetband. Darüber hinaus komponierte er Klavierkonzerte, Quartette, Choräle und Motetten.

## Werke
| Titel                       | Uraufführung      | Ort                        | Bemerkung                                                            |
| --------------------------- | ----------------- | -------------------------- | -------------------------------------------------------------------- |
| Ginevra degli Almieri       | 13. Februar 1937  | Teatro dell’Opera, Rom     |                                                                      |
| Lo stendardo di San Giorgio | 9. März 1941      | Teatro Carlo Felice, Genua |                                                                      |
| La collina                  | 27. November 1947 | Venedig                    | Szenisches Madrigal nach Edgar Lee Masters "Spoon River Anthology    |
| La Gita in campagna         | 24. März 1954     | Teatro alla Scala, Mailand | 1 Akt in 3 Bildern in 35 Minuten länge, Libretto von Alberto Moravia |
| La parrucca dell’imperatore | 1959              | Spoleto                    |                                                                      |

Gedruckte Ausgaben
- Der Ausflug aufs Land. Oper in 1 Akt. deutsch von Karlheinz Gutheim. Universal-Edition, Wien u. a. 1956, DNB 575630124.